# Sybra maculiclunis
Sybra maculiclunis är en skalbaggsart som beskrevs av Masaki Matsushita 1931. Sybra maculiclunis ingår i släktet Sybra och familjen långhorningar. Inga underarter finns listade i Catalogue of Life.